# Histoire de la Société Royale de Médecine. Paris
Histoire de la Société Royale de Médecine. Paris (abreviado Hist. Soc. Roy. Méd.) fue una revista con descripciones botánicas que fue editada en París (Francia). Se publicaron 10 números en los años 1779–1790.